# Queen Latifah
Dana Elaine Owens (n. 18 martie 1970), mai bine cunoscută sub numele de scenă Queen Latifah, este o cântăreață, rapperiță, compozitoare, actriță și producătoare de televiziune și muzică americană.  
A primit un Grammy, Emmy, Glob de Aur, două SAG, două NAACP Image Awards, o nominalizare la Premiile Oscar pentru rolul matroanei Morton din Chicago și a vândut peste două milioane de înregistrări. 
Printre alte filme în care a jucat se numără Bringing Down the House (2003), Taxi (2004), Barbershop 2: Back in Business (2005), Beauty Shop (2005), Last Holiday (2006), Hairspray (2007) și Joyful Noise (2012)

## Discografie
- 1989: All Hail the Queen
- 1991: Nature of a Sista
- 1993: Black Reign
- 1998: Order in the Court
- 2004: The Dana Owens Album
- 2007: Trav'lin' Light
- 2009: Persona